# 水野千依
水野 千依（みずの ちより、1967年 - ）は、日本の西洋美術史学者、青山学院大学教授。専門はイタリア・ルネサンス美術史・芸術理論。

## 来歴
大阪生まれ。1990年京都大学文学部美学美術史学科卒業後、イタリアフィレンツェ大学留学を経て、1997年に京大大学院文学研究科博士後期課程修了。2010年「ルネサンスの図像における奇跡・分身・予言 イメージ人類学的視座から」で博士（人間・環境学）。1997年学術振興会特別研究員、2000年京都造形芸術大学芸術学部専任講師、助教授、2007年准教授、教授。2015年青山学院大学文学部教授。
2012年『イメージの地層』で第34回サントリー学芸賞、2013年第一回フォスコ・マライーニ賞受賞。2015年『キリストの顔』で第20回地中海学会ヘレンド賞受賞。
父親は考古学者の水野正好元奈良大学学長。

## 著書
- 『イメージの地層 ルネサンスの図像文化における奇跡・分身・予言』名古屋大学出版会 2011。ISBN 978-4815806736
- 『キリストの顔 イメージ人類学序説』筑摩選書 2014。ISBN 978-4480016010

### 編共著
- 『ジョットとその遺産展 ジョットからルネサンス初めまでのフィレンツェ絵画 図録』責任編集 アートプランニングレイ 2008。全国書誌番号:21562606、NCID BA88314696。
- 『西洋の芸術史 造形篇』編（1・2）、京都造形芸術大学東北芸術工科大学出版局藝術学舎 2013。造形篇1 ISBN 978-4344951624/造形篇2 ISBN 978-4344951662。
- 『西洋美術の歴史 4 ルネサンスⅠ　百花繚乱のイタリア、新たな精神と新たな表現』小佐野重利・京谷啓徳共著 中央公論新社 2016。ISBN 978-4124035940

### 翻訳
- エルンスト・H.ゴンブリッチ『規範と形式 ルネサンス美術研究』岡田温司共訳 中央公論美術出版 1999。ISBN 4805503475
- フェデリコ・ルイジーニ『女性の美と徳について ルネサンスの女性論』岡田温司共編訳 ありな書房 2000。ISBN 4756600670
- ジョルジュ・ディディ=ユベルマン『残存するイメージ アビ・ヴァールブルクによる美術史と幽霊たちの時間』竹内孝宏共訳 人文書院 2005。ISBN 4409100203
- エリー・フォール『美術史 4　近代美術Ⅰ』谷川渥共訳 国書刊行会 2007。ISBN 978-4336044648
- カルロ・セヴェーリ『キマイラの原理　記憶の人類学』白水社 2017

## 論文
- <水野千依
- http://researchmap.jp/read0070366/